# Philip Hewitt

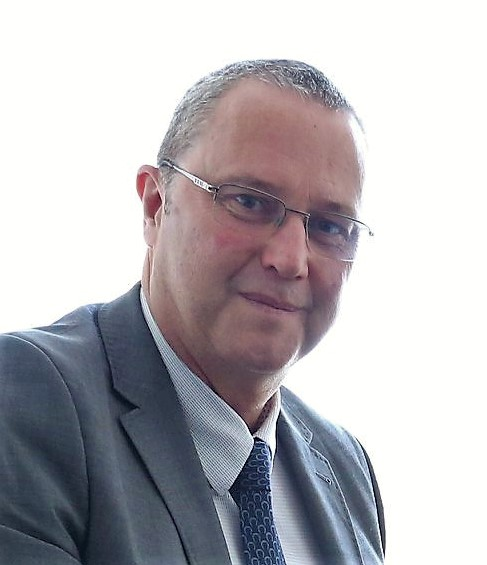
Philip Hewitt (2019)

Philip Hewitt ist ein Diplomat aus Neuseeland.

## Werdegang
Hewitt besuchte die Southland Boys' High School, machte seinen Master in Internationaler Entwicklungshilfe an der Lincoln University und von 1981 bis 1984 an der University of Otago seinen Bachelor in Wirtschaft.
Ab 2001 arbeitete Hewlitt als Development Programme Manager im neuseeländischen Außenministerium. Dem folgte von Juli 2003 bis Dezember 2006 die Stellung des ersten Sekretär für Entwicklungshilfe im Hochkommissariat in Apia (Samoa) und von Januar 2007 bis Dezember 2008 des Pacific Regional Policy Manager für NZAID in der Abteilung „Partnerships, Humanitarian and Multilateral“ im Außenministerium. Von Januar 2009 bis Februar 2013 war Hewitt wieder erster Sekretär für Entwicklungshilfe, diesmal an der Botschaft im thailändischen Bangkok und von März 2013 bis Januar 2016 Berater für Entwicklungshilfe in der Botschaft im indonesischen Jakarta. Von Januar 2016 bis Oktober 2016 folgte der Posten des stellvertretenden Direktors für Stipendien und von November an der Posten des Abteilungsleiters für „Manager, Partnerships and Funds“, beide im Außenministerium in Wellington.
Am 18. Oktober 2018 wurde die Ernennung von Hewitt zum neuen Botschafter Neuseelands in Osttimor bekanntgegeben.